# Miliolida
A Miliolida meszes, porcelánszerű, nem üreges héjú likacsosházúak rendje gyakran álkitines bevonattal. Héjai véletlenszerűen elrendezett kalcittüskékből állnak magas magnézium- és szervesanyag-tartalommal. Ezeken nincsen pórus, és általában több kamrájuk van.

## Evolúció
A „nagy bentikus likacsosházúak” (LBF) informális csoportjába tartoznak a Miliolida és a Rotaliida egyes tagjai. Ezekben egymástól függetlenül alakult ki algaszimbiózis. Míg a Rotaliida elsősorban diatómák gazdája, a Miliolida más algacsoportoké, például zöldmoszatoké, vörösmoszatoké és páncélos ostorosoké.

## Történet
Delage és Herouard hozták létre a rendet 1896-ban, az általuk adott diagnózist Pawlowski et al. 2013-ban egészítették ki.
Az 1899–1900 közt történt Siboga-expedíció 5 mintát vett Raja Ampatról, ezeket Hofker 1927-ben és 1930-ban vizsgálta, és 9 fajt írt le e mintákban, ebből 8 Rotaliida-faj, a P. pertusus a Miliolidáé.
2016-ban Förderer et al. 4 addig felfedezett nemzetségekbe és 1 új nemzetségbe (Dentoplanispirinella) sorolt fajt fedezett fel.
2018-ban Cavalier-Smith et al. kimutatták, hogy a Quinqueloculina és a Sorites nemzetségek erős kládot adó közeli rokonok.
2021-ben Macher et al. először számoltak be a likacsosházúak mitokondriális coxI-alapú szekvenálásáról és azonosításáról 17 Rotaliida és Miliolida rendbeli faj alapján.

## Egyedfejlődés
Embrionális teste gömbölyű prolokuluszból áll, melyet spirális cső (flexostylus) követ, melyet egyes nemzetségekben egy felnőttség előtti állapot követ. A felnőttekben számos kamra hosszú tengely körül planispirálisan helyezkedik el, és csöves kamrácskákra osztják szekunder septumok (septulumok), melyek a tekeredés irányában futnak. Kapcsolatukat a függőleges septulumok (csatornák, átjárók) biztosítják, ezek lehetnek a septum előtt (posztszeptális) vagy mögött (preszeptális).

## Morfológia
A néha Miliolina alrendként besorolt csoportot héjmorfológia alapján 5 főcsaládba sorolják. Gyakran morfológiai alapon történik a fajmeghatározás, de jelentős ökofenotípusbeli eltérések vannak, így a morfológiai eltérések értéke vitatott. Sokáig csak a 18S rRNS volt széles körben használt elemzésükre. Ez bár a legtöbb likacsosházúfaj azonosítására alkalmas, egyes fajok kis eltérést mutatnak, gátolva az azonosítást, míg mások hiperváltozékony 18S-régiókkal rendelkeznek magas szintű genompolimorfizmussal, vagyis azonos faj példányaiban jelentősen eltérő 18S rRNS-eltéréssel, egy sejtben több mag léte vagy közeli rokon fajok hibridizációja miatt. Több mint 1700 morfológiai faj ismert.
A Miliolida sejtfalai vastag, akár 1 μm hosszú, 100 nm széles tüskés biokrisztallitokból állnak, távolságuk 5–100 nm lehet. Mg/Ca-arányuk 10–15% lehet.
A Rotaliida és a Globigerinida mellett a három fotoszintetikusendoszimbionta-gazda tagokkal rendelkező likacsosházúrend egyike. Ilyen endoszimbiontái vannak a Peneroplidae (Rhodophyta, Chlorophyta), a Soritidae (Chlorophyta, Pyrrophyceae) és az Alveolinidae (Bacillariophyceae) családoknak is.
Az Alveolinoidea a kainozoikumban feltehetően a krétai rokonaitól függetlenül jelent meg közös ősből, ez egy általános jellemzőket befolyásoló ismétlődő mutációsorozatra való hajlamra vezethető vissza. A paleocén formák a krétaiakhoz morfológiailag hasonlók, és önálló párhuzamos ágai fejlődtek ki a tethysi és az amerikai tartományban.

## Előfordulás
Sekély, például torkolati vagy part menti vizekben gyakori, a karbonban megjelent bentikus rend néhány mélyvízi fajjal.

## Tolerancia
Stresszre érzékenyebbek, mint a Rotaliida, egyes Quinqueloculina-fajok szennyezésindikátorok, de Romano et al. a Quinqueloculina parvula szennyezéstűrését mutatta ki. Szennyezés esetén megnő a deformációk és morfológiai hibák száma.
A sekélyvízi Miliolida-fajok a magasabb sókoncentrációt és hőmérsékletet a Rotaliidánál jobban tűrik. A Beveridge-zátony lagúnájában gyakoriak.

## Genetika
A legtöbb faj 18S rRNS alapján meghatározható, azonban vannak olyan fajok jelentősen eltérő rRNS-régiókkal. A pontos fajmeghatározáshoz használható a citokróm c-oxidáz I. alegysége. E génben stopkodon-átugrások vagy kereteltolódások okozhatják a citokróm c-oxidáz jelenlétét, ez a likacsosházúak mitokondriumának fejlődése szempontjából fontos. E jelenséget Macher et al. a Miliolida minden fajában észlelte.
A Leray-féle COI-töredék-elemzés és a 18S rRNS-filogenetika szerint az Alveolinidae család a Soritidae külcsoportja. Korábbi 18S rRNS-elemzések szerint a Peneroplidae a Soritidae külcsoportja, míg a COI-filogenetika szerint a Parasorites a Peneroplis és a többi Soritidae-nemzetség csoportjának külcsoportja, Azonban Holzmann et al. szerint a Parasorites helyzete gyengén alátámasztott.
Automatikus fajmeghatározással azonosíthatók a Leray-töredékelemzéssel kapott molekuláris operatív taxonómiai egységek (MOTU).